# Руис де Гамбоа, Мартин
Мартин Руис де Гамбоа де Беррис (исп. Martín Ruiz de Gamboa de Berriz, 1533—1590) — испанский конкистадор, губернатор Чили.
Мартин Руис де Гамбоа родился в Дуранго (Бискайя), его родителями были Андрес Руис де Гамбоа и Нафарра де Беррис. В молодости служил в королевском флоте в Леванте, затем отправился в Перу, и в 1552 году появился в Чили.
В Чили Руис де Гамбоа принял участие в Арауканской войне, и в 1565 году губернатор Родриго де Кирога, на дочери которого Исабель де Кирога он женился, сделал его генерал-лейтенантом. Ему было поручено завоевание острова Чилоэ, и он эту задачу выполнил, основав там в 1567 году город Кастро. Он был сделан губернатором Чилоэ, а вице-король Браво де Саравия сделал его генералом и подчинил ему города Арауко и Тукапель. Учитывая его опыт, Королевская аудиенсия доверила Руису де Гамбоа ведение войны, но в 1569 году он потерпел сокрушительное поражение в сражении при Катирае, потерял энкомьенду и был вычеркнут из общественной жизни.
Когда Родриго де Кирога стал губернатором во второй раз, то он вновь призвал на службу Руиса де Гамбоа. Будучи больным, Кирога передал ему руководство боевыми действиями, назвал его своим преемником в своём завещании, а перед смертью назначил исполняющим обязанности губернатора.
Вице-король на год задержал утверждение Руиса де Гамбоа в должности губернатора на постоянной основе, и тот стал делать то, что, по его мнению, помогло бы ему заслужить королевское расположение. Думая, что желанием короля является защита индейцев от повышенной эксплуатации испанскими помещиками, он ввёл новый кодекс, в соответствии с которым барщина заменялась для индейцев денежным оброком. Это вызвало конфронтацию с владельцами энкомьенд, и новые могущественные враги начали посылать на него жалобы вице-королю.
Помимо хозяйственных проблем, губернатору пришлось подавлять мятеж лейтенант-губернатора Лопе де Асокара, а последние годы мандата он был занят на юге, усмиряя аборигенов. В 1580 году им был основан город Сан-Бартоломе-Чильян-и-Гамбоа.
Из-за плохой ситуации на фронте Руис де Гамбоа был вынужден запросить подкреплений из Перу и Испании. Подкрепления прибыли, но под командованием Алонсо де Сотомайора, назначенного королём преемника Руиса де Гамбоа. Сотомайор также должен был расследовать выдвинутые против Руиса де Гамбоа многочисленные обвинения, но тому в итоге удалось оправдаться.